# کارلوس آلبرتو زاناتا آماتو
کارلوس آلبرتو زاناتا آماتو (به پرتغالی: Carlos Alberto Zanata Amato) هافبک اهل برزیل است که در شهر São José do Rio Pardo و در تاریخ ۶ سپتامبر ۱۹۵۰ به دنیا آمده‌است.
کارلوس آلبرتو زاناتا آماتو در تیم‌های فوتبال فلامینگو سابقهٔ حضور دارد.